# Frankenštajn (Dilan Dog)
Frankeštajn je 60. epizoda strip serijala Dilan Dog. Nikada nije objavljena u SFR Jugoslaviji kao specijalno izdanje Zlatne serije u izdanju Dnevnika iz Novog Sada iako je najavljena za mart 1993. godine.

## Originalna epizoda
Naslov originalne epizode glasi Frankestein! Objavljena je premijerno u Italiji 1. septembar 1991. Scenario je napisao Klaudio Ćiaveroti, a nacrtaio Žovabni Fergijeri. Naslovnicu je nacrtao Anđelo Stano.

## Reprize ove epizode
Ova epizodas je prvi put objavlje na u Srbiji u izdanju Veselog četvrtka iz Beograda unutar kolekcionarskog izdanja Biblioteka Dilan Dog #20, koja je izašla iz štampe 11. jula 2013. U Hrvatskoj je ova epizoda reprizirana najpre u izdanju Ludensove edicije Extra 4. marta 2009, a potom u izdanju Libelusa u kolekcionarskom izdanju od 17. februara 2015.